# Gobiceratops
Gobiceratops ("rohatá tvář z Gobi") byl velmi malý rohatý dinosaurus (ceratops), žijící v období svrchní křídy (asi před 86 až 72 miliony let) na území dnešního jižního Mongolska (souvrství Barun Goyot).

## Popis
Jediná dochovaná lebka mláděte tohoto druhu z lokality Khermin Tsav měří pouze 3,5 cm na délku. Je pravděpodobné, že Gobiceratops byl příbuzný rodu Bagaceratops a spadá tak zřejmě do čeledi Bagaceratopidae. Mohlo by se ve skutečnosti jednat o mládě tohoto rodu. V roce 2008 popsal typový druh Gobiceratops minutus ruský paleontolog Vladimir Alifanov. Délka tohoto malého dinosaura činila jen 20 až 30 cm a jeho hmotnost kolem 500 gramů. Mohlo se však jednat o mládě.